# Портрет Міхаеля Вольгемута
«Портрет Міхаеля Вольгемута» — картина німецького художника Альбрехта Дюрера, створена 1516 року. Картина зберігається в Німецькому національному музеї в Нюрнберзі.

## Історія
Міхаель Вольгемут, після батька Альбрехта Дюрера Старшого, був першим наставником молодого Дюрера, в якого той протягом 1486—1489 років вивчав основи малярства. Окрім малярства у Міхаеля Вольгемута Дюрер опанував техніку виготовлення гравюр, що пізніше мало велике значення для його кар'єри. 
Дюрер зберігав добрі відносини з Міхаелем Вольгемутом протягом всього життя, що зокрема засвідчує й даний портрет, намальований ним 1516 року, через 31 рік після знайомства. Коли через три роки Міхаель Вольгемут помер, Дюрер занотував на звороті портрета «Йому було 82 роки, він жив до 1519 року й помер перед світанком на день Святого Андрія». Таким чином, «Портрет Міхаеля Вольгемута» є одним з перших портретів з точними відомостями як про його автора, так і про портретовану особу та рік створення картини.